# Abramo Bartolommeo Massalongo
Abramo Bartolommeo Massalongo   (Tregnago, 13 de maig de 1824 - Verona, 25 de maig de 1860) va ser un paleobotànic i liquenòleg italià. Nasqué a Tregnago. Massalongo estudià medicina a la Universitat de Pàdua. Junt amb Gustav Wilhelm Körber, fundà l'Escola Italiano-Silesiana de liquenologia. Va ser pare del metge Caro Benigno Massalongo.
També treballà en l'herpetologia. Publicà Catalogo dei rettili delle province venete (1859).
Massalongo morí a Verona el 1860.